# Дрягин, Кузьма Амфилохович
Кузьма Амфилохович (Амфилохиевич) Дрягин (13 октября 1897, Нолинский уезд, Вятская губерния — 1974, Ленинград) — советский медик, доктор медицинских наук, профессор, майор медицинской службы.

## Биография
К. А. Дрягин родился 13 октября 1897 года в деревне Клесты Верхосунской волости Нолинского уезда Вятской губернии, ныне деревня не существует, территория входит в Большевистское сельское поселение Сунского района Кировской области.
Клиническое образование получил в Казани под руководством профессора Николая Константиновича Горяева.
По окончании медицинского факультета Казанского университета Дрягин работал в Казани, в госпитальной терапевтической клинике (с 1923 по 1926 годы — ординатором, с 1927 по 1938 годы — ассистентом, с 1944 по 1953 годы — заведующим кафедрой пропедевтики внутренних болезней). Некоторое время работал в населённых пунктах Кировской области.
В годы Великой Отечественной войны в санатории «Озеро Горькое» Щучанского района Курганской области находился эвакогоспиталь № 3121. Среди лечащих врачей был и К. А. Дрягин. Ныне посёлок Курорт Озеро входит в Щучанский муниципальный округ той же области.
С 1953 по 1967 годы Дрягин заведовал госпитальной терапевтической клиникой Ленинградского педиатрического медицинского института.
Кузьма Амфилохович Дрягин умер в 1974 году в городе Ленинграде.

## Научная деятельность
Докторская диссертация («Влияние коры больших полушарий головного мозга на количество и на состав мочи») была выполнена им во Всесоюзном институте экспериментальной медицины в Ленинграде под руководством академика Константина Михайловича Быкова.
К. А. Дрягин — автор 65 научных работ, в том числе 5 монографий. Под руководством К. А. Дрягина выполнено 10 кандидатских и 2 докторских диссертации. Был заместителем редактора Казанского медицинского журнала.
Много занимался вопросами курортологии. По предложению К. А. Дрягина и под его руководством Обкомсоцстрахом Автономной Татарской ССР в 1928 году была построена Тарловская кумысолечебница. Благодаря научным исследованиям К. А. Дрягина, выполненным совместно с сотрудниками, на озере Медвежье был создан Курорт «Озеро Медвежье» Курганской области, где организовано лечение страдающих заболеваниями желудка и желчных путей. На курорте «Озеро Горькое» был открыт новый бальнеологический фактор — сероводородно-углекисло-грязевые ванны, которые успешно применяются для лечения больных ревматизмом, осложненным поражением сердца. Исследованиями К. А. Дрягина установлено лечебное значение переливания крови при болезни Боткина, при печёночной коме, при бронхиальной астме, при токсической почке с уремией.

## Награды
- Заслуженный врач РСФСР, 1940 год
- Орден Ленина, за заслуги в области здравоохранения
- Орден «Знак Почёта»
- Медаль «За победу над Германией в Великой Отечественной войне 1941—1945 гг.»
- Медаль «За доблестный труд в Великой Отечественной войне 1941—1945 гг.»
- Почётная грамота Президиума Верховного Совета Татарской АССР, дважды.